# Keisuke
Keisuke ist ein männlicher japanischer Vorname.

## Namensträger
- Fujie Keisuke (1885–1969), General der Kaiserlichen Japanischen Armee
- Keisuke Honda (* 1986), japanischer Fußballspieler
- Keisuke Kinoshita (1912–1998), japanischer Filmregisseur, Drehbuchautor und Filmproduzent
- Keisuke Kunimoto (* 1989), japanischer (Zainichi in 3. Generation) Autorennfahrer
- Keisuke Tsuboi (* 1979), japanischer Fußballspieler
- Keisuke Tsunoda (1933–2024), japanischer Tischtennisspieler
- Yamanami Keisuke (1833–1865), japanischer Samurai der Bakumatsu-Zeit und Vize-Kommandeur der Polizeieinheit Shinsengumi, die in Kyōto stationiert war